# Hvalfjarðarstrandarhreppur

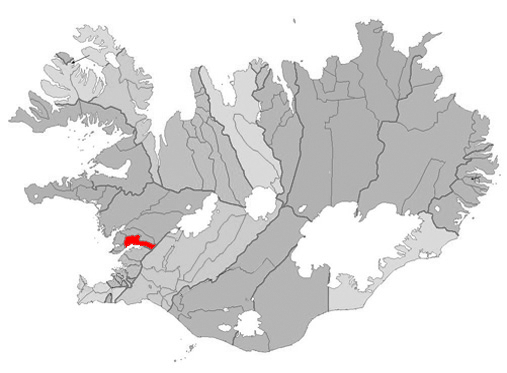
Localisation de la municipalité sur la carte du pays

Hvalfjarðarstrandarhreppur était une municipalité d'Islande dont la population comptait 147 habitants en 2005. Elle a fusionné le 1er juin 2006 avec les municipalités de Innri-Akraneshreppi, Leirár- og Melahreppi et de Skilmannahreppi pour former la nouvelle municipalité de Hvalfjarðarsveit.